# Fritz Bauer

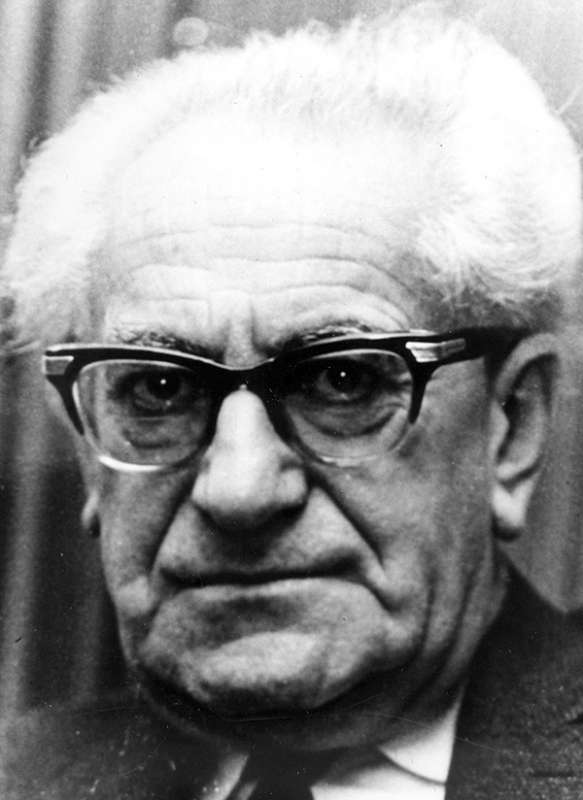
Generalstaatsanwalt Fritz Bauer

Fritz Bauer (* 16. Juli 1903 in Stuttgart; † 1. Juli 1968 in Frankfurt am Main) war ein deutscher Jurist. Mit seinem Namen und Wirken als Generalstaatsanwalt in Hessen von 1956 bis 1968 verbinden sich insbesondere  die positive Neubewertung des Attentats vom 20. Juli 1944 im Remer-Prozess, die Verhaftung Adolf Eichmanns durch den israelischen Geheimdienst Mossad und die Frankfurter Auschwitzprozesse, aber auch umfangreiche Ermittlungen gegen Beschuldigte aus der Berliner NS-„Euthanasie“-Zentrale.

## Leben und Wirken

### Frühes Leben
Fritz Bauer wurde als Sohn liberaler jüdischer Eltern geboren, verstand sich selbst aber als Atheist. Sein Vater war der Textilgroßhändler Ludwig Bauer, seine Mutter Ella Bauer, geborene Hirsch. In Stuttgart und Tübingen wuchs er mit seiner drei Jahre jüngeren Schwester Margot in gutbürgerlichen Verhältnissen auf. Er studierte nach dem Besuch des Stuttgarter Eberhard-Ludwigs-Gymnasiums Rechtswissenschaft in Heidelberg, München und Tübingen. Während seiner Studienzeit engagierte er sich in einer liberalen jüdischen Studentenverbindung, vor allem in politischen Debatten. Nach seiner Promotion Die rechtliche Struktur der Truste zum Dr. jur. bei Karl Geiler wurde Bauer 1928 Gerichtsassessor beim Amtsgericht Stuttgart und bereits zwei Jahre später jüngster Amtsrichter in der Weimarer Republik.

### Politische Aktivitäten und Haft während der Zeit des Nationalsozialismus
Von früh an war Bauer politisch aktiv. Er war Mitgründer des Republikanischen Richterbundes in Württemberg. Bereits 1920 trat er der SPD bei und übernahm 1931 den Vorsitz der Ortsgruppe Stuttgart des Reichsbanners Schwarz-Rot-Gold. Im Zusammenhang mit Planungen zu einem gegen die Machtergreifung der Nationalsozialisten gerichteten Generalstreik wurde Bauer am 23. März 1933 festgenommen, acht Monate im KZ Heuberg und im KZ Oberer Kuhberg inhaftiert und Ende 1933 wieder aus der Haft entlassen.
Im Frühjahr 1933 erhielt erstmals ein Journalist der internationalen Presse von den deutschen Behörden die Erlaubnis zur Besichtigung eines KZs. Edmond Taylor konnte als Sonderberichterstatter der Chicago Daily Tribune das KZ Heuberg mit seinen damals 1.800 Gefangenen unter „Führung“ des Lagerkommandanten Max Kaufmann besuchen. Hierbei war es ihm möglich, „einzelne Gefangene in französischer und englischer Sprache zu befragen, die von der kontrollierenden S. A.-Mannschaft nicht verstanden wurde“. Er schrieb über seine Eindrücke einen längeren Artikel, in dem er auch Fritz Bauer erwähnt:

„Den tragischesten Eindruck empfing Taylor von der Unterredung mit dem ehemaligen Stuttgarter Richter und Reichsbannerführer, Landgerichtsrat Dr. Fritz Bauer, einem Juden; Dr. Bauer, der vollkommen zusammengebrochen ist, erklärte, daß ihn die Eintönigkeit des Lebens hinter Stacheldraht zum Wahnsinn treibt.“

Die württembergischen NS-Machthaber veröffentlichten in mehreren Zeitungen ein angeblich von acht Sozialdemokraten unterzeichnetes „Treuebekenntnis“. Unter den aufgeführten Unterzeichnern ist ein „Fritz Hauer“. Ein Sozialdemokrat namens Fritz Hauer ist unbekannt, ebenso wie ein Insasse des KZ Oberer Kuhberg mit diesem Namen. Vermutlich handelt es sich bei der Veröffentlichung des „Treuebekenntnisses“ um einen Druck- bzw. Setzfehler, und es wird angenommen, dass der vorgebliche Unterzeichner der Häftling Fritz Bauer ist. Bei der Haftentlassung aus den frühen KZ nötigten SS-, SA- und andere Stellen den zur Entlassung vorgesehenen Häftlingen eine Loyalitätserklärung – einen Revers – ab. Dies wird auch im Falle Fritz Bauers und seiner mitinhaftierten Genossen angenommen, wobei der Wortlaut der abverlangten Erklärung nicht bekannt ist. Die Nationalsozialisten machten aus dem Vorgang zu propagandistischen Zwecken ein „Treuebekenntnis einstiger Sozialdemokraten“, um ihre politischen Gegner zu entehren. Aus dem Staatsdienst wurde Bauer auf der Basis des Gesetzes zur Wiederherstellung des Berufsbeamtentums entlassen.
1936 emigrierte er nach Dänemark. Nach der deutschen Besetzung entzogen ihm die dänischen Behörden im April 1940 die Aufenthaltsbewilligung und internierten ihn für drei Monate in einem Lager. Zu seinem Schutz heiratete er im Juni 1943 formal die dänische Kindergärtnerin Anna Maria, geborene Petersen. Im Oktober 1943, als die Nationalsozialisten mit der Deportation der dänischen Juden in das KZ Theresienstadt begannen, tauchte er unter und wurde im Rahmen der Rettung der dänischen Juden mit Unterstützung einheimischer Helfer nach Schweden übergesetzt. Dort arbeitete er als Archivgehilfe und gründete mit Willy Brandt und anderen die Zeitschrift Sozialistische Tribüne.
Die dänische Fremdenpolizei verdächtigte Bauer, mit männlichen Prostituierten Umgang zu haben, was in einer Ausstellung des Fritz-Bauer-Instituts thematisiert wurde, die erstmals 2014 im Jüdischen Museum in Frankfurt am Main zu sehen war. Seitdem wird Bauer als Homosexueller kategorisiert, obwohl er sich weder dazu bekannt hat noch eindeutige Belege hierfür vorliegen.

### Tätigkeit als Generalstaatsanwalt in der Bundesrepublik Deutschland

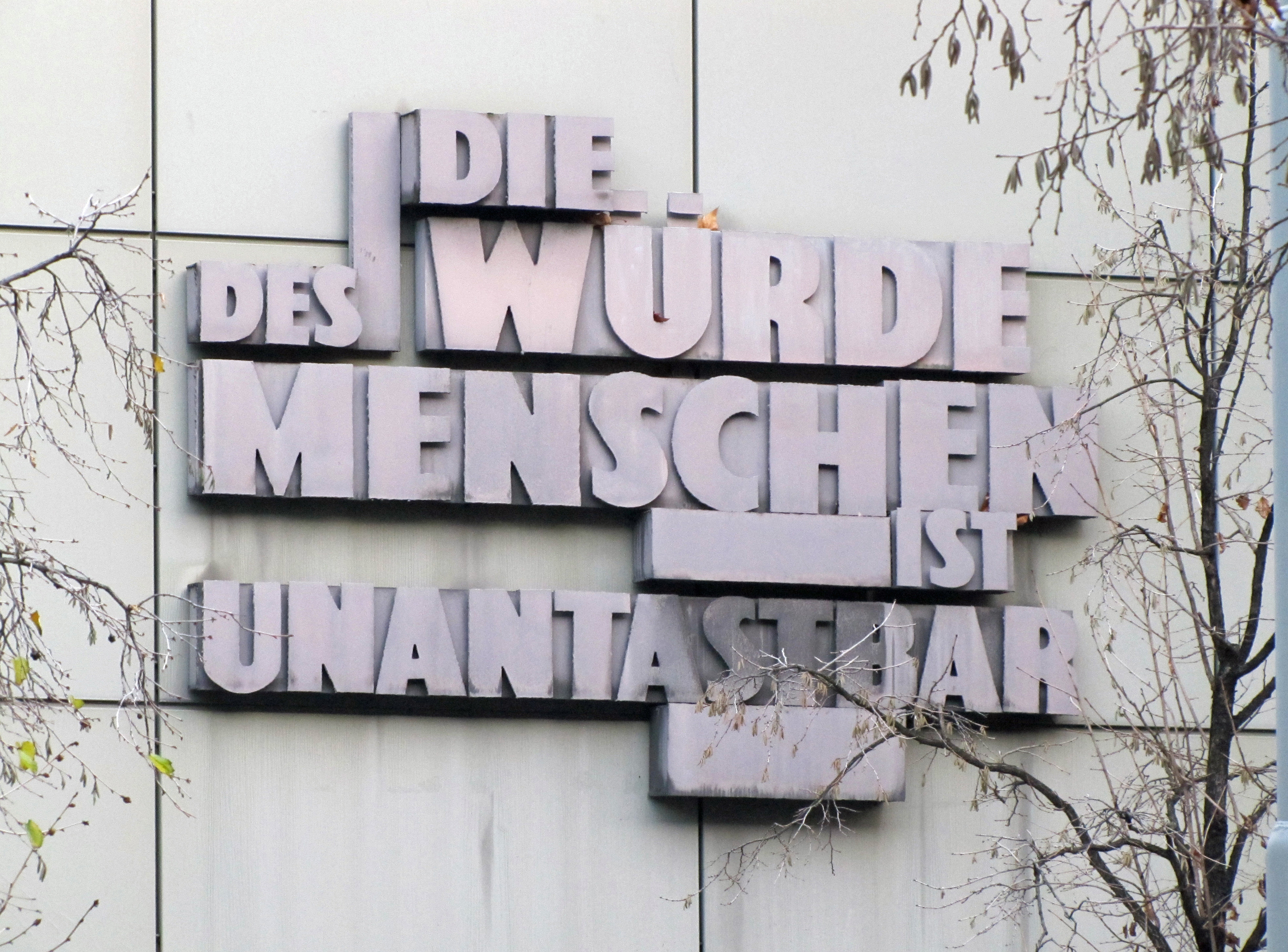
Auf Initiative Bauers angebrachter Artikel 1 Satz 1 Grundgesetz am Gebäude der Frankfurter Staatsanwaltschaft.

1949 kehrte Bauer nach Deutschland zurück, wurde Landgerichtsdirektor am Landgericht Braunschweig und 1950 Generalstaatsanwalt beim Oberlandesgericht ebendort. 1956 wurde er auf Initiative des Ministerpräsidenten Georg-August Zinn in das Amt des hessischen Generalstaatsanwalts mit Sitz in Frankfurt am Main berufen, das er bis zu seinem Tod 1968 innehatte.

#### Remer-Prozess
Einer seiner ersten Fälle als Generalstaatsanwalt in Braunschweig machte ihn auch außerhalb Deutschlands bekannt: 1952 war er der Ankläger im so genannten Remer-Prozess. Bauer prägte dabei den Satz: „Ein Unrechtsstaat, der täglich Zehntausende Morde begeht, berechtigt jedermann zur Notwehr.“ Infolge dieses Prozesses wurden die Widerstandskämpfer des 20. Juli 1944 rechtlich und moralisch rehabilitiert und ihr Versuch, Hitler zu töten, legitimiert. Das Gericht schloss sich Bauers Auffassung in seinem Plädoyer an, der NS-Staat sei „kein Rechtsstaat, sondern ein Unrechtsstaat“ gewesen.

#### Verhaftung Adolf Eichmanns
Im Jahr 1957 informierte Fritz Bauer den Leiter der Israel-Mission in Köln, und damit den israelischen Geheimdienst Mossad, über den Wohnort Adolf Eichmanns in Argentinien, nachdem er diesen von dem in Argentinien lebenden ehemaligen KZ-Häftling Lothar Hermann erfahren hatte. Bauer misstraute der deutschen Justiz und Polizei – er befürchtete, man werde Eichmann von dort aus warnen – und wandte sich früh direkt an Israel. Der israelische Fotograf und Mossad-Agent Michael Maor fotografierte 1960 heimlich die Unterlagen von Bauer. Diese Mitteilung war ein wichtiger erster Anstoß für Eichmanns Ergreifung 1960. Zum Hintergrund dieses Vorgangs gehört, dass Bauers Antrag, die deutsche Bundesregierung möge sich um die Auslieferung Eichmanns in die Bundesrepublik bemühen, von der Regierung sofort abgelehnt worden war.
Der entscheidende Hinweis samt Belegen auf Eichmanns Aufenthaltsort in Buenos Aires, der durch Bauers Vermittlung den Zugriff des Mossad auslöste, stammte indessen von dem deutschen Geologen und Historiker Gerhard Klammer, dem Adolf Eichmann zwischen 1950 und 1953 bei einer Baufirma in der Provinz Tucumán im Nordwesten Argentiniens als „Landvermesser“ zugearbeitet hatte. Bei einem weiteren Argentinien-Aufenthalt Klammers im Herbst 1959 kam es zu einer Zufallsbegegnung mit Eichmann an dessen neuer Wirkungsstätte in Buenos Aires, bei der Klammer Kenntnis von Eichmanns genauem Aufenthaltsort erlangte. Unter Mitwirkung von Göttinger Studienfreunden und des ersten evangelischen Militärbischofs der Bundeswehr Hermann Kunst gelangte diese Information samt Belegen im November 1959 an Fritz Bauer. Als Bauer dem Mossad im Dezember 1959 in Jerusalem Klammers Belege übermittelte, ohne seinen Informanten preiszugeben, ordnete David Ben Gurion kurz darauf die Ergreifung Eichmanns an.

#### Frankfurter Auschwitz-Prozess
Im Jahr 1958 wurde auf Bauers Initiative hin ein Konvolut von 100 000 Fahndungsakten nicht ans Bundesarchiv, sondern an die Zentrale Stelle zur Aufklärung von NS-Verbrechen übergeben, um die weitere strafrechtliche Verfolgung von NS-Verbrechen zu ermöglichen bzw. zu erleichtern. Die Vereinten Nationen (UNO) übergaben dorthin eine Fahndungsliste mit 30 000 neuen Tatverdächtigen.
1959 erreichte Bauer, dass der Bundesgerichtshof die „Untersuchung und Entscheidung“ in der Strafsache gegen Auschwitz-Täter dem Landgericht Frankfurt am Main übertrug. Auf Weisung Bauers leitete die dortige Staatsanwaltschaft ein Ermittlungsverfahren gegen vormalige Angehörige und Führer der SS-Wachmannschaft des Konzentrations- und Vernichtungslagers Auschwitz ein. Der erste Auschwitzprozess in Westdeutschland, die „Strafsache gegen Mulka u. a.“, wurde schließlich im Dezember 1963 gegen 22 Angeklagte vor dem Landgericht Frankfurt eröffnet.
Innerhalb der bundesdeutschen Nachkriegsjustiz war Bauer wegen seines Engagements umstritten, hatten doch die meisten damaligen Juristen in der Zeit zuvor schon der NS-Diktatur gedient. Er selbst soll einmal gesagt haben: „In der Justiz lebe ich wie im Exil.“ Medien zitierten ihn ebenfalls mit dem Satz: „Wenn ich mein [Dienst-]Zimmer verlasse, betrete ich feindliches Ausland.“

#### NS-Krankenmorde
Bauer ließ zusammen mit der 1958 in Ludwigsburg eingerichteten Zentralen Stelle der deutschen Landesjustizverwaltungen und österreichischen Behörden auch gegen Verantwortliche der Aktion T4 ermitteln.
Die Verfahren gegen Georg Renno und Werner Heyde kamen jedoch wegen dauernder Verhandlungsunfähigkeit bzw. Suizid der Angeklagten nicht zustande.

### Öffentliche Auseinandersetzung mit dem Nationalsozialismus
Im August 1959 erhielt Fritz Bauer von Willy Rudolf Foerster Informationen über die Hinrichtung von Gefangenen auf deutschen Blockadebrechern während des Zweiten Weltkrieges. Diese seien in Japan „mit Gewalt“ auf deutsche Schiffe gebracht und auf der Fahrt „ohne Gerichtsurteil kaltblütig ermordet“ worden. Zudem berichtete er Bauer von „unwahren Zeugenaussagen“ ehemaliger deutscher Diplomaten vor Gericht. Diese hätten zum Ziel gehabt, eine „ernsthafte und eingehende Untersuchung“ seines eigenen Falls zu verhindern. Foerster hatte zusammen mit dem Jüdischen Hilfskomitee in Tokio einer beträchtlichen Anzahl von Juden zur Flucht nach Japan verholfen und sie in seinem Unternehmen beschäftigt. Hierfür war er 1943 verhaftet und gefoltert worden.
Bauer gehörte dem Kuratorium der 1959 gegründeten Deutsch-Israelischen Studiengruppe Frankfurt an, die sich an der Frankfurter Universität für die NS-Aufarbeitung, gegen den Antisemitismus und für die Annäherung mit Israel einsetzte. 1960 hielt Bauer vor Vertretern von Jugendverbänden das Referat Die Wurzeln faschistischen und nationalsozialistischen Handelns. Der Vorschlag des rheinland-pfälzischen Landesjugendrings, den Text Oberstufengymnasien und Berufsschulen als Broschüre zur Verfügung zu stellen, wurde vom Kultusministerium des Bundeslandes abgelehnt. Die Ablehnung wurde 1962 vom jungen CDU-Abgeordneten Helmut Kohl „nassforsch“ begründet: Der zeitliche Abstand vom Nationalsozialismus sei zu gering, um sich darüber ein abschließendes Urteil bilden zu können. Der Text, in dem Bauer Argumente dafür brachte, dass der NS-Staat kein Betriebsunfall der Geschichte war, erschien erst 1965 im Buchhandel. Die von Bauer begonnenen Ermittlungen gegen mutmaßliche Schreibtischtäter der „Euthanasie“ wurden von seinem Nachfolger Gauf später eingestellt.
Fritz Bauers Werk galt dem Aufbau einer demokratischen Justiz, der konsequenten strafrechtlichen Verfolgung nationalsozialistischen Unrechts und der Reform des Straf- und Strafvollzugsrechts. 1961 gehörte Bauer zu den Mitbegründern der Humanistischen Union, die 1968 den nach ihm benannten Fritz-Bauer-Preis für Verdienste um die Humanisierung, Liberalisierung und Demokratisierung des Rechtswesen stiftete.
Die Frankfurter Auschwitzprozesse (1963–1981) wären ohne Bauers hartnäckigen Einsatz wohl nicht zustande gekommen. Die Tatbeteiligten wurden größtenteils nur zu wenigen Jahren Haft wegen Beihilfe zum Mord verurteilt, auch lehnten breite Schichten der Gesellschaft die Verfahren ab. Dennoch besteht das Verdienst Bauers darin, durch die von ihm angestrengten Prozesse ab Mitte der 1960er Jahre die öffentliche Auseinandersetzung mit der Holocaust-Thematik eingeleitet zu haben. Von seinen Schriften gilt das 1957 erschienene Buch Das Verbrechen und die Gesellschaft als Hauptwerk. Darin zweifelt er die Annahme der Willensfreiheit als Grundlage des geltenden Schuldstrafrechts an und plädiert stattdessen anknüpfend an die Lehren von Franz von Liszt und Gustav Radbruch für ein „Kriminalrecht, das – unter Verzicht auf Strafe – ausschließlich Maßnahmen resozialisierenden und sichernden Charakters kennt“.

### Tod

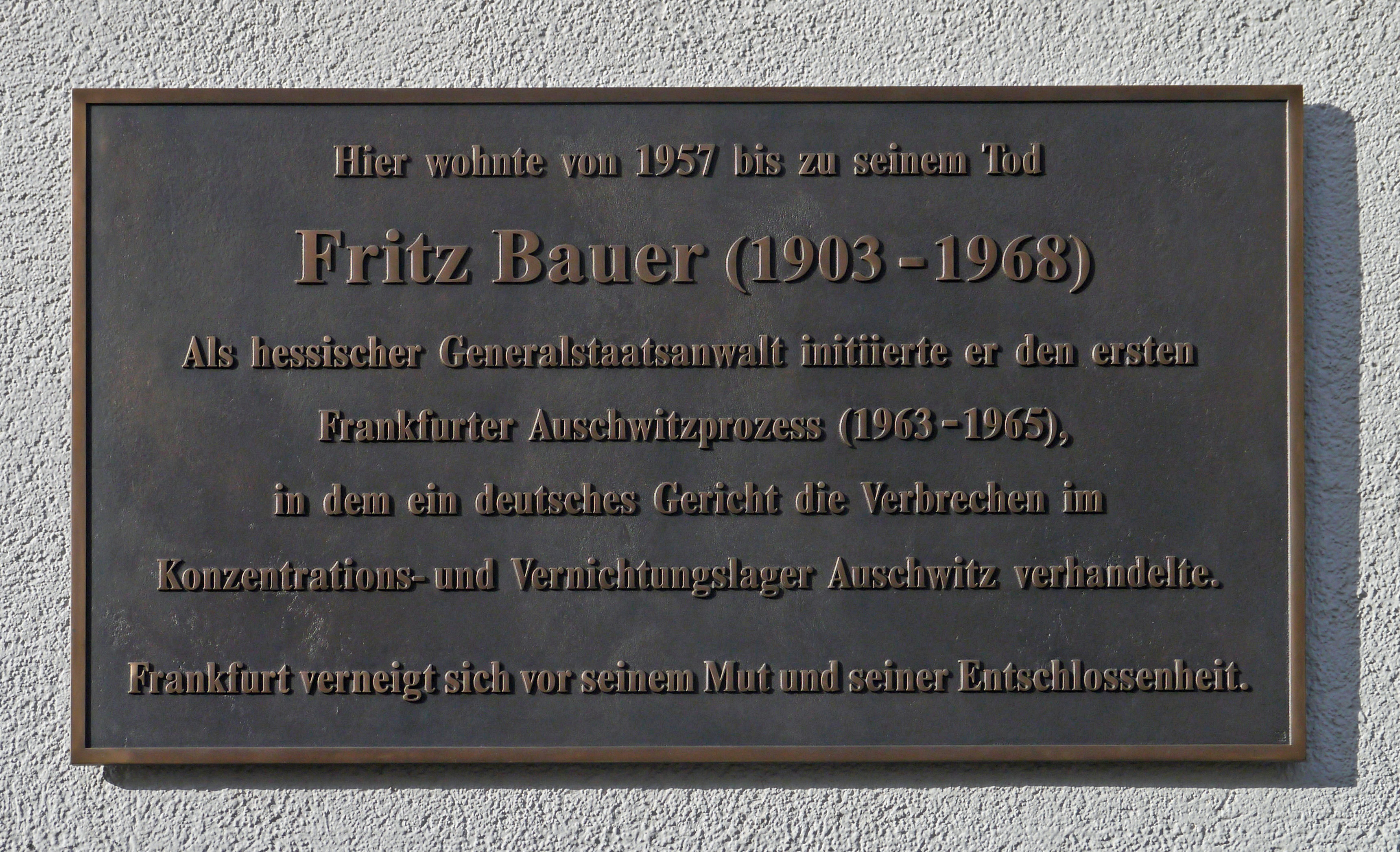
Gedenktafel am letzten Wohnhaus in Frankfurt am Main

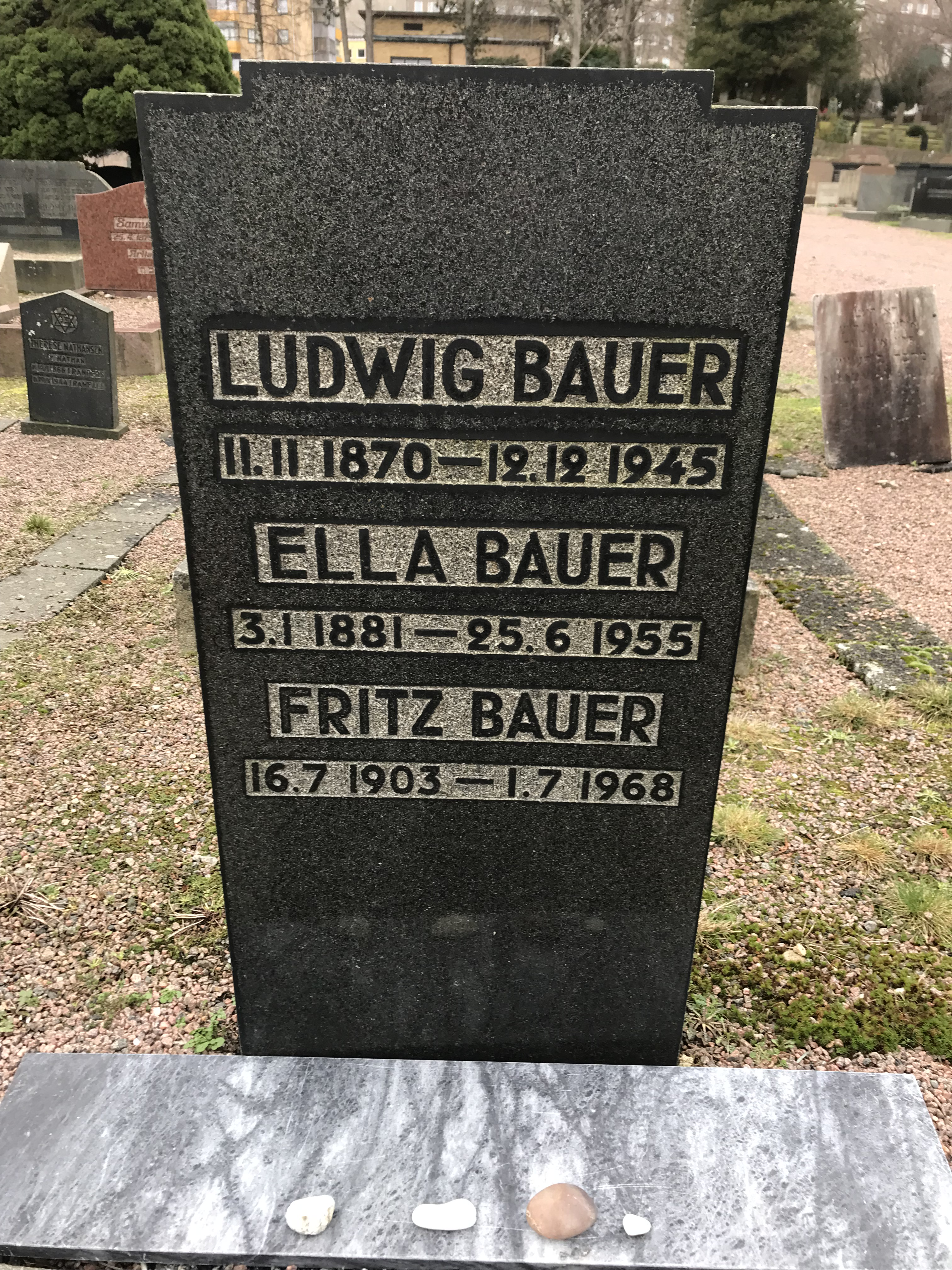
Grabstätte von Fritz Bauer und seinen Eltern

Bauer wurde am 1. Juli 1968 tot in der Badewanne seiner Wohnung in Frankfurt aufgefunden. Bei der von dem Frankfurter Gerichtsmediziner Joachim Gerchow vorgenommenen sogenannten Verwaltungssektion wurden eine Herzvorschädigung, eine schwere akute Bronchitis sowie die Einnahme eines Schlafmittels festgestellt. Es ergaben sich keinerlei Hinweise auf ein Fremdverschulden. So vermutete Gerchow in seinem abschließenden Gutachten und späteren Äußerungen einen Suizid. Darauf hinweisende Verhaltensweisen Bauers vor seinem Tod fehlen indes. Bauer wurde auf seinen Wunsch entgegen jüdischer Tradition eingeäschert. Die Anweisung von Bauers Stellvertreter, eine gerichtliche Leichenöffnung zu beantragen, missachtete die dafür zuständige Frankfurter Staatsanwaltschaft aus heute unerkennbarem Grund und gab die Leiche sogleich – auch zur Feuerbestattung – frei. Eine Verwaltungssektion fand statt, weil Angehörige Bauers in Skandinavien zustimmten und auch Bauers Stellvertreter sich darum bemüht hatte.
Fritz Bauers Urne wurde im jüdischen Teil (Abschnitt E) des „Östra kyrkogårdens“ (Ostfriedhofs) in Göteborg beigesetzt.
Die erhalten gebliebenen Teile des Nachlasses Fritz Bauers werden im Archiv der sozialen Demokratie in Bonn und im Archiv des Fritz Bauer Instituts in Frankfurt am Main aufbewahrt.

## Zitate von Fritz Bauer
„Ein Unrechtsstaat wie das Dritte Reich ist überhaupt nicht hochverratsfähig.“

„Ich glaube, es ist eine traurige Wahrheit, dass wir unserem Affenzustand noch sehr nahe sind und dass die Zivilisation nur eine sehr dünne Decke ist, die sehr schnell abblättert.“

„Wenn ich mein Büro verlasse, betrete ich Feindesland.“

„Wir können aus der Erde keinen Himmel machen, aber jeder von uns kann etwas tun, dass sie nicht zur Hölle wird.“

„Das Widerstandsrecht erschöpft sich nicht im innerstaatlichen Bereich. Es überschreitet die nationalstaatlichen Grenzen. […] Man kann einen atomaren Krieg als Verbrechen ablehnen, schon weil er feindliche Zivilisten in Mitleidenschaft zieht. Man kann dies in Kauf nehmen, aber die unvermeidliche Schädigung der Neutralen irgendwo auf dem Erdball und die Schädigung ihrer noch ungeborenen Kinder durch die Verseuchung der Weltatmosphäre für einen schlechthin unerträglichen Eingriff in ihre Menschenrechte halten, die mindestens das Recht auf Leben meinen. Wem dies noch immer nicht genug ist, der mag sich an die Beeinträchtigung der eigenen Familie, der eigenen Nation und des eigenen Kulturkreises heften, die wie die Neutralen und ihre Nachkommen Opfer der Verteidigung sein können.“

## Würdigungen und Benennungen
Denkmale

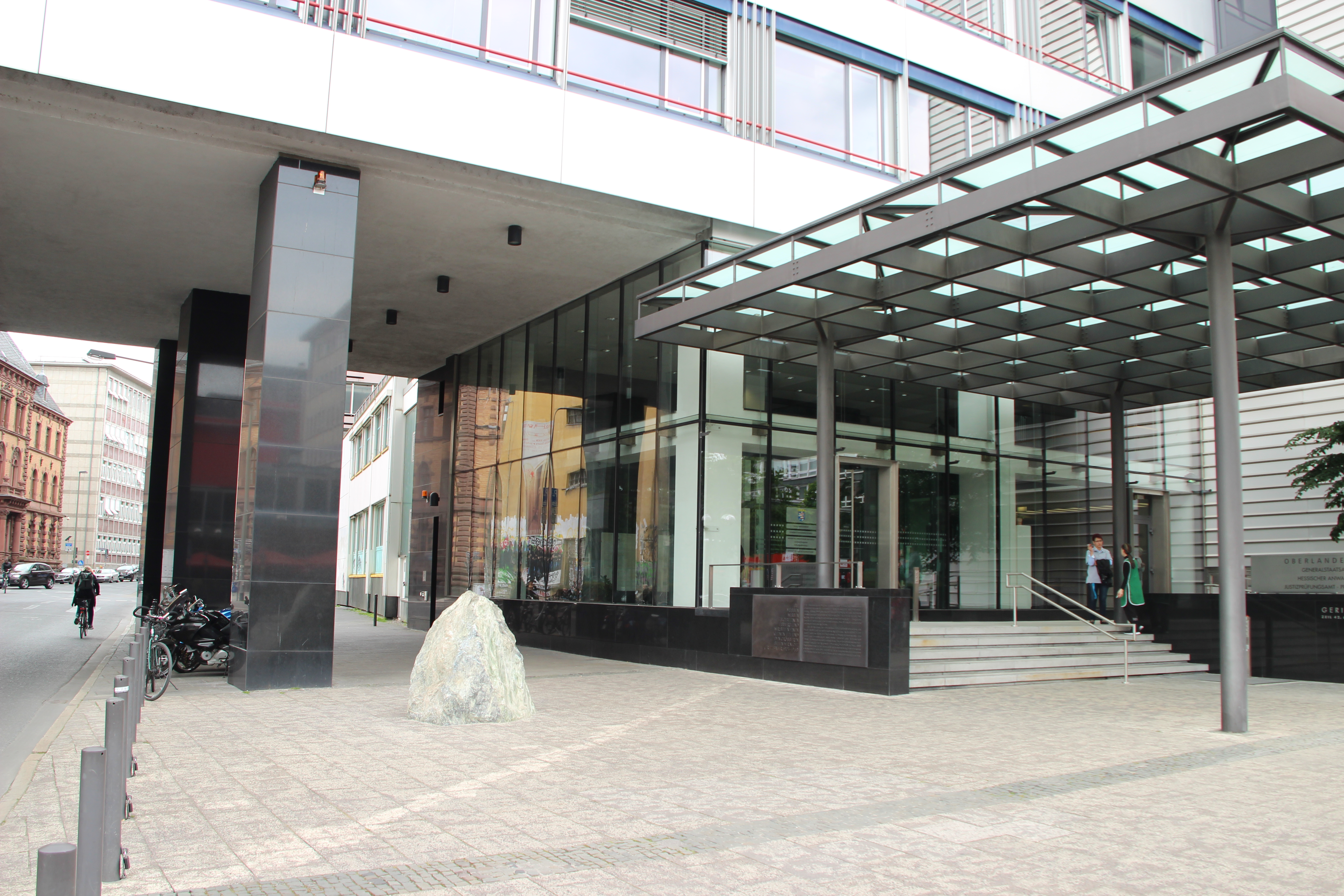
Fritz-Bauer-Denkmal vor dem OLG Frankfurt

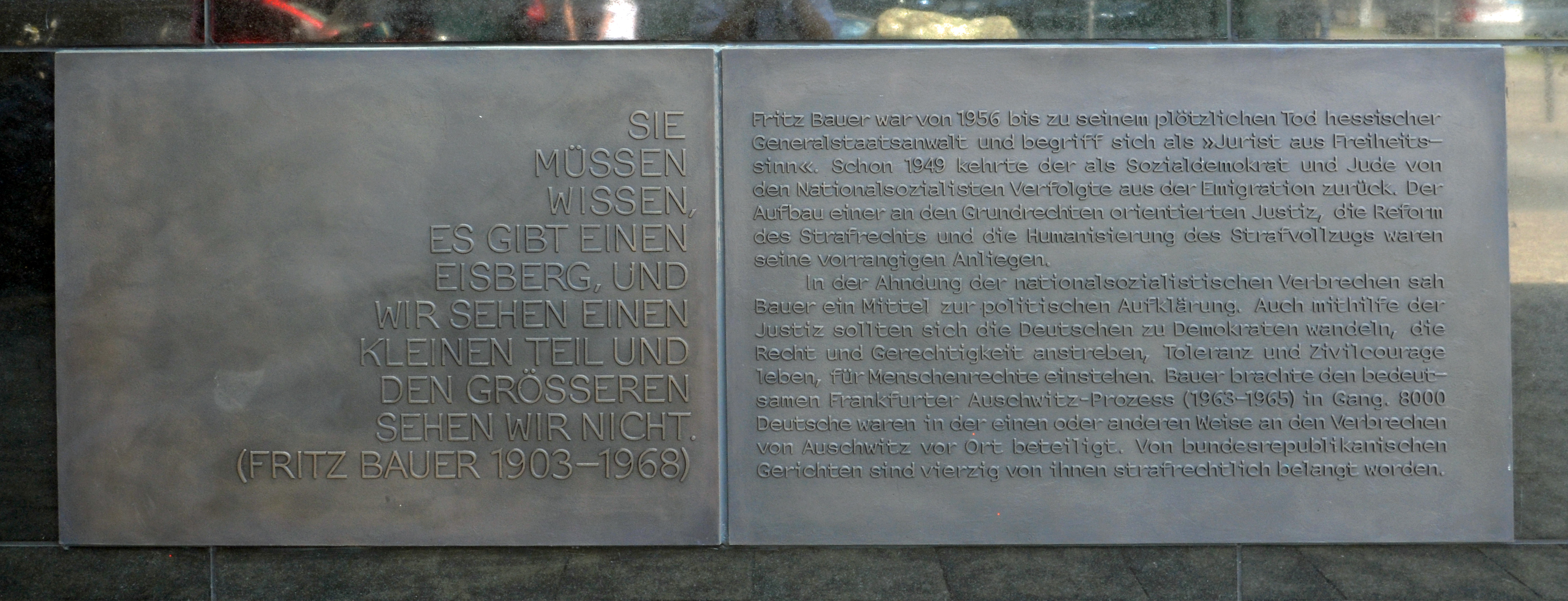
Infotafel zum Fritz-Bauer-Denkmal vor dem OLG Frankfurt

- Ein wie ein Eisberg aus dem Boden ragender 4,5 Tonnen schwerer Naturstein wurde 2016 auf der Zeil vor dem OLG Frankfurt am Main als Gedenkstein „Nur die Spitze des Eisbergs“ für Fritz Bauer aufgestellt. Die Künstlerin Tamara Grcic greift damit ein Zitat Bauers auf: „Sie müssen wissen, es gibt einen Eisberg und wir sehen einen kleinen Teil und den größeren sehen wir nicht“.[40]
- Vor dem Haus Jasperallee 27 in Braunschweig, wo Fritz Bauer von 1951 bis 1956 wohnte, steht eine Tafel mit erklärenden Hinweisen.[41]
- Gegenüber dem Haus in der Wiederholdstraße 10 in Stuttgart, wo Fritz Bauer Kindheits- und Jugendjahre verbrachte, steht seit 2024 eine Stele zu Ehren Bauers.[42]

Büste
- Im Juli 2020 wurde im Foyer des Bundesjustizministeriums in Berlin eine bronzene Fritz-Bauer-Büste enthüllt. Sie solle die Mitarbeiter des Ministeriums stets daran erinnern, „Juristen zu sein, die dem Gesetz und Recht, der Menschlichkeit und dem Frieden nicht nur Lippendienst leisten“, zitierte Ministerin Christine Lambrecht Fritz Bauer. Entworfen wurde die Büste durch Pavel Feinstein, einen in Berlin lebenden Künstler mit russisch-jüdischen Wurzeln.[43]

Preise
- Das Bundesland Hessen ehrte Fritz Bauer postum im Jahr 2022 mit der höchsten Auszeichnung des Landes, der Wilhelm-Leuschner-Medaille, diese wurde im Dezember der in Schweden lebenden Großnichte Bauers überreicht.[44]

Institutionen
- Das Fritz Bauer Institut zur Geschichte und Wirkung des Holocaust, eine 1995 in Frankfurt gegründete Stiftung des bürgerlichen Rechts, die sich mit der Geschichte und Wirkung der Shoah befasst, ist ebenfalls nach ihm benannt worden.
- Die Justizvollzugsanstalt Darmstadt ist nach Bauer ergänzend mit Fritz-Bauer-Haus benannt worden.[45]
- Die städtische Gesamtschule in Sankt Augustin heißt seit dem 1. August 2017 Fritz-Bauer-Gesamtschule.[46]

Straßen

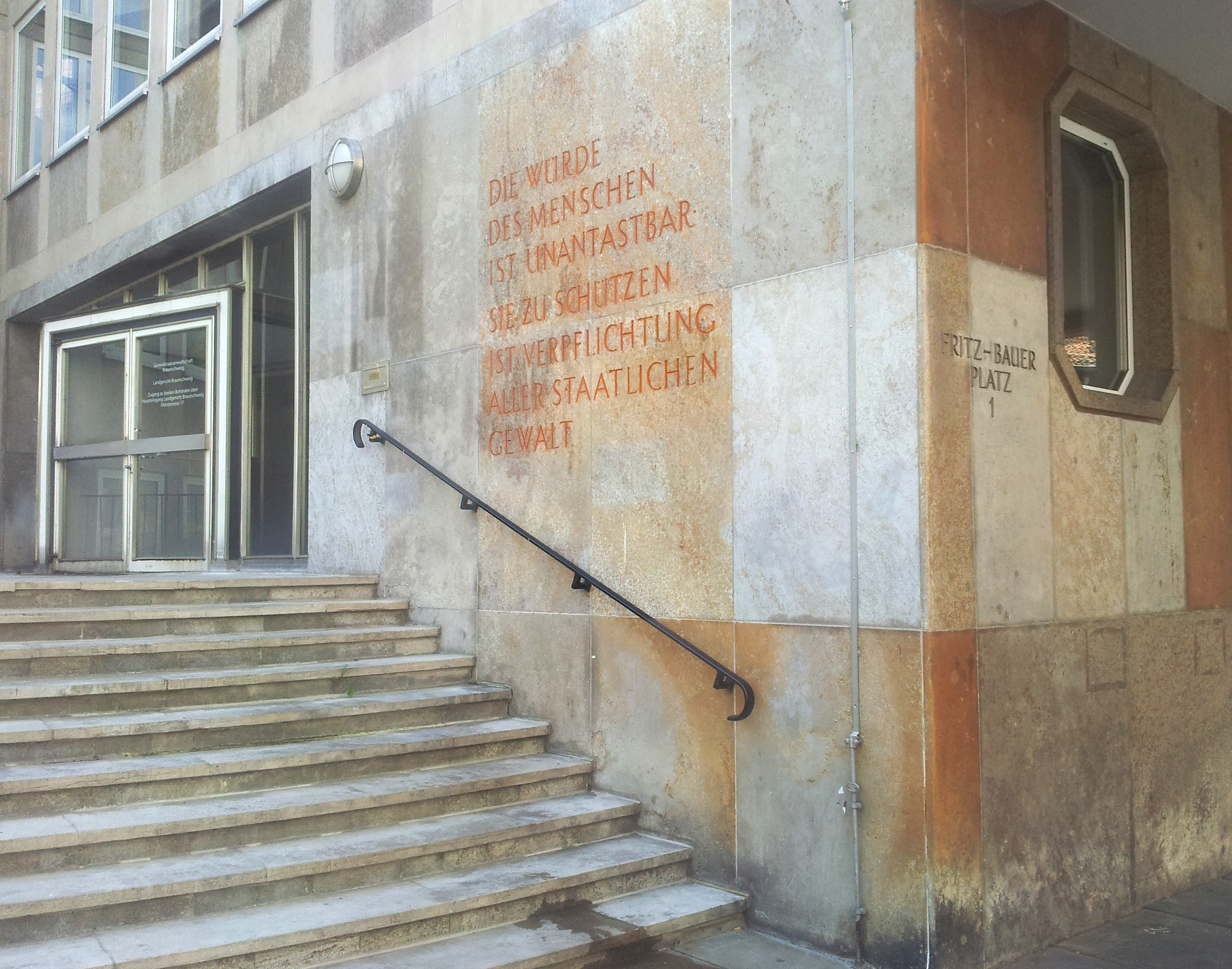
Ehemaliger Fritz-Bauer-Platz in Braunschweig mit auf Initiative Bauers angebrachtem Grundgesetz-Zitat als Wandschmuck.

- Eine Straße in Stuttgart-Sillenbuch erinnert seit Juni 2010 an Fritz Bauer. Mit dieser Umbenennung gibt es eine Straße weniger, die den Namen des Antisemiten Heinrich von Treitschke trägt.[47]
- Im neuen Frankfurter Stadtteil Riedberg wurde 2011 ihm zu Ehren die Fritz-Bauer-Straße im Quartier Altkönigblick benannt.[48]
- Ein Platz am Landgericht und den damaligen Räumlichkeiten der Generalstaatsanwaltschaft in der Stadtmitte Braunschweigs wurde im April 2012 als Fritz-Bauer-Platz benannt.[49] Als die Generalstaatsanwaltschaft Braunschweig 2023 in ein neues Gebäude zog, ist auch der bisherige Fritz-Bauer-Platz umgezogen.[50]
- In Tübingen auf dem Österberg wurde im März 2017 die Scheefstraße umbenannt in Fritz-Bauer-Straße.[51]
- In München-Aubing wurde 2017 eine weitere Straße nach ihm benannt.[52]
- Die Hauptverbindungsstraße zwischen Ratingen-Mitte und Lintorf heißt seit August 2020 Fritz-Bauer-Straße statt ehemals Blyth-Valley-Ring.[53]
- Eine Neubaustraße im Wohngebiet der ehemaligen Gallwitz-Kaserne in Bonn wurde 2018 nach Fritz Bauer benannt.[54]
- Weitere nach Fritz Bauer benannte Straßen gibt es in Heinsberg nahe der Justizvollzugsanstalt sowie in Altdorf bei Nürnberg.
- Am 1. Mai 2023 wurde in Darmstadt die Hindenburgstraße in Fritz-Bauer-Straße umbenannt.[55]

Säle
- Seit 2012 ist der große Veranstaltungssaal des Amtsgerichts Stuttgart nach Fritz Bauer benannt.[56]
- Der große Saal des Saalbaus im Frankfurter Stadtteil Gallus, in dem die Auschwitzprozesse stattfanden, wurde 2019 in Fritz-Bauer-Saal umbenannt.[57]
- Der Lichthof des Bundesministeriums der Justiz und für Verbraucherschutz erhielt am 15. Januar 2020 die Bezeichnung Fritz-Bauer-Foyer.[58]

Briefmarken
- 2017 hat Klaus Staeck ein Portraitbild kreiert, mit dessen Verwendung jeder bei der Deutschen Post (individuelle) Fritz-Bauer-Briefmarken bestellen kann. Zuvor hatte das Bundesfinanzministerium den Vorschlag des Braunschweiger Fritz-Bauer-Freundeskreises abgelehnt, zum 50. Todestag 2018 eine Sonderbriefmarke herauszugeben.[59]
- Am 2. November 2019 brachte die Deutsche Post AG im Rahmen ihrer Reihe Aufrechte Demokraten ein 270-Eurocent-Postwertzeichen mit Bauers Konterfei und Zitat „Nichts gehört der Vergangenheit an, alles ist noch Gegenwart und kann wieder Zukunft werden“ heraus. Fritz Bauer wurde dort als „Streiter für die Demokratie“ geehrt. Der Entwurf stammt vom Grafiker Detlef Behr aus Köln.[60]

Veranstaltungen
- Am 1. Juli 2018, Fritz Bauers 50. Todestag, würdigte Bundespräsident Frank-Walter Steinmeier in einem vom Fritz Bauer Institut veranstalteten Gedenkakt in der Frankfurter Paulskirche Bauers Bedeutung für die Frankfurter Auschwitzprozesse und nannte ihn wegen seines Wirkens in der Bundesrepublik „eine der Schlüsselfiguren in der jungen Demokratie“. Der Historiker Norbert Frei hielt den Gedenkvortrag.[61] Der Bundespräsident führte aus, Bauer habe so viel wie kaum ein anderer zur deutschen Rechtspflege und politischen Kultur in den 1950er und 1960er Jahren beigetragen.[62]

Namensgeber für Preise
- Am Ebelu, dem Gymnasium Fritz Bauers, wird seit 2013 jährlich der Fritz-Bauer-Preis für soziales Engagement an je drei Schüler verliehen, die sich in besonderer Weise für andere Schüler oder die Zivilgesellschaft engagieren.[63]
- Der Bundesminister der Justiz und für Verbraucherschutz hat den Fritz Bauer Studienpreis für Menschenrechte und juristische Zeitgeschichte 2014 für juristische Doktorarbeiten, die sich mit Fritz Bauer, seinem Werk oder seinen Lebensthemen befassen, gestiftet.[64]

## Veröffentlichungen von Fritz Bauer
- Die rechtliche Struktur der Truste: Ein Beitrag zur Organisation der wirtschaftlichen Zusammenschlüsse in Deutschland unter vergleichender Heranziehung der Trustformen in den Vereinigten Staaten von Amerika und Rußland. Verlag Bensheimer, Mannheim 1927 = Heidelberg, Jur. Diss., 1927
- Die Kriegsverbrecher vor Gericht. Nachwort: Hans Felix Pfenninger. Reihe: Neue Internationale Bibliothek, 3. Europa, Zürich 1945.
  - = Orig.: Krigsforbrydere for Domstolen. Westermann, Kopenhagen 1945
- Das Verbrechen und die Gesellschaft. Ernst Reinhardt, München 1957.
- Wurzeln nazistischen Denkens und Handelns. Hg. Hessische Landesbank, Frankfurt o. J. (um 1960).
- Die Wurzeln faschistischen und nationalsozialistischen Handelns. Landesjugendring Rheinland-Pfalz Selbstverlag, Mainz 1961, 31 S.
- Widerstandsrecht und Widerstandspflicht des Staatsbürgers. In: [Hans–Werner] Bartsch, Bethke, Farr, [Herbert] Mochalski und Teblin. [Alle] Kirchliche Bruderschaft in Hessen und Nassau. (Hrsg.): 3 [Drei] Vorträge gehalten auf der Landestagung [4. und 5. November] 1961 der Kirchlichen Bruderschaft in Hessen und Nassau. Generalstaatsanwalt Fritz Bauer. Widerstandsrecht und Widerstandspflicht des Staatsbürgers. Rechtsanwalt Heinrich Hannover [Bremen]. Die Verteidigung des Staates als Gewissensfrage. Dozent Hans–Werner Bartsch. Der Staat ist nicht der liebe Gott. S. 41–64. [im Anhang]: Einige Fragen und Antworten nach dem Vortrag von […] Fritz Bauer [hier ohne Angabe der Interview–Partner]. Tonbandmitschrift […] soweit verständlich […]. S. 65–68. Stimme–Verlag. Frankfurt. 1962.
- Sexualität und Verbrechen. Beiträge zur Strafrechtsreform. Hg.: Fritz Bauer, Hans Bürger-Prinz, Hans Giese und Herbert Jäger. Fischer TB, Frankfurt 1963. (3. Auflage 1965).
- Die neue Gewalt. Die Notwendigkeit der Einführung eines Kontrollorgans in der Bundesrepublik Deutschland. Verlag der Zeitschrift Ruf und Echo, München 1964, 24 S.
- Widerstand gegen die Staatsgewalt. Dokumente der Jahrtausende. Zusammenst. & Komm. F. B. – Fischer TB, Frankfurt 1965.
- Die Wurzeln faschistischen und nationalsozialistischen Handelns. Europäische Verlagsanstalt. Frankfurt. 1965, 77 S.
  - Die Wurzeln faschistischen und nationalsozialistischen Handelns. Neuausgabe. Europäische Verlagsanstalt, Hamburg 2016, ISBN 978-3-86393-085-1.
- Auf der Suche nach dem Recht. Mit 20 Fotos und 7 Zeichnungen. Franckh’sche Verlagshandlung, Stuttgart 1966.
- Die Reformbedürftigkeit der Strafrechtsreform. Sonderreihe „Aus gestern und heute“, 20. Dokumentationen und zeitgeschichtliche Beiträge. München o. J. (1966), 23 S.
- Alternativen zum politischen Strafrecht. Vortrag vom 6. März 1968 bei der Hochschulwoche für staatswissenschaftliche Fortbildung in Bad Nauheim. Bad Homburg v. d. H., Dr. Max Gehlen, Berlin. 1968, 15 S.
- Vom kommenden Strafrecht. Vorwort Herbert Jäger. C. F. Müller, Karlsruhe. 1969, 85 S.
- Die Humanität der Rechtsordnung. Ausgewählte Schriften. Hrsg. Joachim Perels und Irmtrud Wojak, Campus, Frankfurt 1998, ISBN 3-593-35841-7.
- Nach den Wurzeln des Bösen fragen. Auszüge aus dem Wortlaut eines Vortrags, den Bauer am 5. Februar 1964 in der Frankfurter Universität hielt. In: Forschungsjournal Soziale Bewegungen, Heft 4/2015, S. 120 ff. Bundesministerium der Justiz und für Verbraucherschutz: online (abgerufen: 24. Mai 2019).
- Kleine Schriften. 2 Bände, Herausgegeben im Auftrag des Fritz Bauer Instituts von Lena Foljanty und David Johst, Campus Verlag, Frankfurt am Main 2018, ISBN 978-3-593-50859-7.

## Fritz Bauer in Kunst und Kultur

### Fritz Bauer in der Literatur
Der Filmregisseur und Schriftsteller Alexander Kluge lässt Bauer in seinem Abschied von gestern (1966) ein Plädoyer für die Humanisierung der Justiz halten. 2013 hat er ihm ein Buch gewidmet: 48 Geschichten für Fritz Bauer. Gerahmt werden diese Geschichten eingangs durch eine Erzählung, die über Bauers Beerdigung berichtet, sowie abschließend durch einen Widmungstext.

### In der Musik
- Recht kommt (K.O. in KA) des deutschen Satirikers Jan Böhmermann (unter dem Pseudonym POL1Z1STENS0HN) feat. Justice.

### In der Kunst
Bauer wird auf dem Wandmosaik Frankfurter Treppe / XX. Jahrhundert von Stephan Huber gewürdigt.

### Ausstellungen
- Die Ausstellung Generalstaatsanwalt Fritz Bauer und der Prozess um den 20. Juli (16. Juli bis 28. September 2012 im Landgericht Braunschweig) wurde vom Institut für Braunschweigische Regionalgeschichte in Kooperation mit der Generalstaatsanwaltschaft Braunschweig erstellt.[66]
- Im Learning Center des Hauses der Geschichte Baden-Württemberg wurde ab dem 25. Oktober 2012 die Schülerausstellung Fritz Bauer – Jurist aus Leidenschaft gezeigt. Konzipiert wurde sie von Abiturienten des Ebelu, der ehemaligen Schule des Juristen. Weitere Stationen der Ausstellung bis 2015 waren das Ebelu, das Amtsgericht Stuttgart, die Stauffenberg-Erinnerungsstätte Stuttgart, die Baden-württembergische Landesvertretung Berlin und die Ebert-Gedenkstätte Heidelberg.[67]
- Der Prozess um den 20. Juli 1944 – Generalstaatsanwalt Fritz Bauer und das Verfahren gegen Otto Ernst Remer 1952 wegen Verleumdung des Widerstandes. Der Generalbundesanwalt beim Bundesgerichtshof, Karlsruhe, 27. Juni bis 25. Juli 2013
- Fritz Bauer – Der Staatsanwalt. NS-Verbrechen vor Gericht (Online-Ausstellung, seit 2023).[68] Ursprünglich handelte es sich um eine Wanderausstellung des Fritz Bauer Instituts und des Jüdischen Museums Frankfurt, Frankfurt am Main, April bis September 2014, auch:
  - Landtag Thüringen, Dezember 2014 bis Februar 2015
  - Landgericht Heidelberg, Heidelberg, 26. Februar bis 17. April 2015[69]
  - NS-Dokumentationszentrum im EL-DE-Haus, Köln, 22. April bis 21. August 2016[70]
  - Militärhistorisches Museum der Bundeswehr, Dresden, 10. März bis 28. Juni 2017[71]
  - Jüdisches Museum Westfalen, Dorsten, 15. Oktober 2017 bis 25. Februar 2018[72]
  - Dokumentationszentrum Reichsparteitagsgelände, Nürnberg, 15. März bis 3. Juni 2018[73]
  - Topographie des Terrors, Berlin, 22. Mai bis 17. Oktober 2021[74]
  - Justizpalast (Wien), 21. April bis 19. Mai 2022[75]

### Filme über Fritz Bauer
- Alexander Kluge: Abschied von gestern. Deutschland 1966[76]
- David Wittenberg: Die Würde eines jeden Menschen. Erinnern an Fritz Bauer. Deutschland 1995
- Ilona Ziok: Fritz Bauer – Tod auf Raten. Deutschland 2010, 97 Min.[77][78][79][80]
- Peter Hartl, Andrzej Klamt: Mörder unter uns – Fritz Bauers Kampf, Dokumentation, 44:18 min, 2013[81]
- Im Labyrinth des Schweigens, Spielfilm von Giulio Ricciarelli mit Gert Voss als Fritz Bauer, Deutschland 2014[82]
- Der Staat gegen Fritz Bauer (in Österreich: Die Heimatlosen), Spielfilm von Lars Kraume mit Burghart Klaußner als Fritz Bauer, Deutschland 2015, 105 min. Der Film porträtiert Fritz Bauer und zeigt das politische und geistige Klima der Gesellschaft in der BRD der 1950er und 1960er Jahre.[83]
- Die Akte General, TV-Politikdrama von Stephan Wagner, mit Ulrich Noethen als Fritz Bauer, Das Erste 2016. Der Film beschäftigt sich mit dem innenpolitischen Druck, unter dem Bauer stand, mit der Verwicklung der Regierung Adenauer in den Eichmann-Prozess sowie der Rolle der politischen Geheimdienste in der jungen deutschen Demokratie.
- Fritz Bauer – Generalstaatsanwalt. Nazi-Jäger von Catherine Bernstein, 2016 Arte Frankreich[84]
- Operation Finale, USA, Argentinien 2018, Rainer Reiners als Fritz Bauer[85]

### Videospiele über Fritz Bauer
- The Darkest Files, Paintbucket Games, 2025[86]

### Ton- und Filmdokumente Fritz Bauers
- David Johst, im Auftrag des Fritz Bauer Instituts (Hrsg.): Fritz Bauer. Sein Leben, sein Denken, sein Wirken. Tondokumente mit Originaltönen von Fritz Bauer, kommentiert und eingeleitet von Burghart Klaußner, 4 CDs (306 Min.). Der Audio Verlag, 2017, ISBN 978-3-86231-994-7
- Fritz Bauer Institut (Hrsg.): Fritz Bauer. Gespräche, Interviews und Reden aus den Fernseharchiven 1961–1968, 2 DVDs (298 Min.). Absolut MEDIEN, Berlin 2014, ISBN 978-3-8488-4017-5

## Sekundärliteratur
- Fritz Backhaus, Monika Boll, Raphael Gross (Hrsg.): Fritz Bauer. Der Staatsanwalt. Begleitpublikation zur gleichnamigen Ausstellung des Fritz Bauer Instituts und des Jüdischen Museums Frankfurt, Campus, Frankfurt a. M. 2014, ISBN 978-3-593-50105-5.
- Gerhard Beier: Arbeiterbewegung in Hessen. Zur Geschichte der hessischen Arbeiterbewegung durch einhundertfünfzig Jahre (1834–1984). Insel, Frankfurt am Main 1984, ISBN 3-458-14213-4, S. 366.
- Wolfgang Bittner: Bauer, Fritz. In: Edmund Jacoby (Hrsg.): Lexikon Linker Leitfiguren. Büchergilde Gutenberg, Frankfurt am Main, Olten und Wien 1988, ISBN 3-7632-3028-9. S. 33–35.
- Bundesministerium der Justiz und für Verbraucherschutz (Hrsg.): Fritz Bauer – 'Ein Held von gestern für heute' . Die erste Verleihung des 'Fritz Bauer Studienpreises für Menschenrechte und juristische Zeitgeschichte' am 1. Juli 2015 im Bundesministerium der Justiz und für Verbraucherschutz in Berlin. Mit Beiträgen von Raphael Gross, Arthur von Grunewald, Heiko Maas, Andreas Werkmeister und Auszüge aus TV – Interviews mit Fritz Bauer (S. 12 + 13). Berlin. Oktober 2015. 32. S. Sie auch online Artikel vom 2. Juli 2015: „'Ein Held von gestern für heute' – Maas zeichnet Nachwuchsjuristen mit 'Fritz Bauer Studienpreis' aus“ (abgerufen: 24. Mai 2019).
- Boris Burghardt: Wiederentdeckung, Verklärung und Vereinnahmung – Bemerkungen zum Umgangmit Fritz Bauer. In: Journal der juristischen Zeitgeschichte, 1.2017, S. 15–26.
- Herta Däubler-Gmelin: Fritz Bauer – Erinnerung an einen großen sozialdemokratischen Juristen. Forschungsjournal Soziale Bewegungen, Heft 4/2015, S. 136 ff.
- Udo Dittmann: Fritz Bauer und die Aufarbeitung der NS-Euthanasie. Forschungsjournal Soziale Bewegungen, Heft 4/2015, S. 208 ff.
- Fritz Bauer Institut (Hrsg.): Gedenkakt aus Anlass des 30. Todestages von Fritz Bauer. 1. Juli 2018, Paulskirche Frankfurt am Main, Wallstein-Verlag, Göttingen 2018, ISBN 978-3-8353-3379-6.
- Fritz Bauer Institut, Katharina Rauschenberger (Hrsg.): Rückkehr in Feindesland. Fritz Bauer in der deutsch-jüdischen Nachkriegsgeschichte. Campus, Frankfurt am Main 2013, EAN 9783593399805.
- Claudia Fröhlich: „Wider die Tabuisierung des Ungehorsams“. Fritz Bauers Widerstandsbegriff und die Aufarbeitung von NS-Verbrechen. Wissenschaftliche Reihe des Fritz-Bauer-Instituts, Bd. 13. Campus, Frankfurt 2006, ISBN 3-593-37874-4.
- Thomas Harlan: Fritz Bauer und die Erziehung der Deutschen zur Mündigkeit. Forschungsjournal Soziale Bewegungen, Heft 4/2015, S. 282 ff.
- Désirée Hilscher: Den Helden geschaffen. Fritz Bauers Rückkehr ins kollektive Gedächtnis, Wallstein Verlag, Göttingen, ISBN 978-3-8353-5319-0.
- Wolfgang Klötzer (Hrsg.): Frankfurter Biographie. Personengeschichtliches Lexikon. Erster Band. A–L (= Veröffentlichungen der Frankfurter Historischen Kommission. Band XIX, Nr. 1). Waldemar Kramer, Frankfurt am Main 1994, ISBN 3-7829-0444-3, S. 45.
- Hanno Loewy und Bettina Winter (Hrsg.): NS-„Euthanasie“ vor Gericht. Fritz Bauer und die Grenzen juristischer Bewältigung. Wissenschaftliche Reihe des Fritz-Bauer-Instituts, Bd. 1. Campus, Frankfurt 1996, ISBN 3-593-35442-X.
- Matthias Meusch: Von der Diktatur zur Demokratie. Fritz Bauer und die Aufarbeitung der NS-Verbrechen in Hessen 1956–1968. Veröffentlichungen der Historischen Kommission für Nassau, Nr. 70. Historische Kommission für Nassau, Wiesbaden 2001, ISBN 978-3-930221-10-3.
- Christof Müller-Wirth: Eine letzte Begegnung mit Generalstaatsanwalt Dr. Fritz Bauer am 28. Juni 1968 im Schlosshotel in Karlsruhe. Forschungsjournal Soziale Bewegungen, Heft 4/2015, S. 280 ff.
- Kurt Nelhiebel: Über den Umgang mit Auschwitz und Fritz Bauer. Forschungsjournal Soziale Bewegungen, Heft 4/2015, S. 248 ff.
- Sigmund Pfender: Fritz Bauer – Sein Mut und die Notwendigkeit zum Widerstand: „[I]m aufrechten Gang seiner Pflicht“, Latenz 1/2016, S. 242ff.
- Katharina Rauschenberger, Sybille Steinbacher (Hrsg.): Fritz Bauer und „Achtundsechzig“. Positionen zu den Umbrüchen in Justiz, Politik und Gesellschaft, Wallstein Verlag, Göttingen 2020, ISBN 978-3-8353-3845-6.
- Erardo Cristoforo Rautenberg: Die Auseinandersetzung des Generalstaatsanwalts Dr. Fritz Bauer mit dem NS-Unrecht, Forschungsjournal Soziale Bewegungen, Heft 4/2015, S. 162–196.
- Werner Renz (Hrsg.): „Von Gott und der Welt verlassen“. Fritz Bauers Briefe an Thomas Harlan. Mit Einführungen und Anmerkungen von Werner Renz und Jean-Pierre Stephan, Campus, Frankfurt a. M. 2015, ISBN 978-3-593-50468-1.
- Werner Renz: Fritz Bauer und das Versagen der Justiz. Nazi-Prozesse und ihre „Tragödie“. Europäische Verlagsanstalt, Hamburg 2015, ISBN 978-3-86393-068-4.
- Dieter Schenk: Die Todesumstände von Generalstaatsanwalt Fritz Bauer. in Zs. Einsicht 08, Bulletin des F.-B.-Instituts Frankfurt, Jg. 4, Herbst 2012, ISSN 1868-4211. S. 38–43 und bei Backhaus/Boll/Gross, 2014, siehe oben, S. 275–290.[87]
- Claudia Schumerich: Was mir sauer aufstieß. Eindrücke von einem Gang durch die Fritz-Bauer-Ausstellung. Forschungsjournal Soziale Bewegungen, Heft 4/2015, S. 302 ff.
- Ilse Staff: Fritz Bauer (1903–1968). „Im Kampf um des Menschen Rechte.“ In: Kritische Justiz (Hrsg.): Streitbare Juristen. Nomos Verlagsgesellschaft Baden-Baden 1988, ISBN 3-7890-1580-6, S. 440 ff.
- Ronen Steinke: Fritz Bauer oder Auschwitz vor Gericht. Biografie mit einem Vorwort von Andreas Voßkuhle. Piper, München 2013, ISBN 978-3-492-05590-1, auch japanische und polnische Ausgaben.
- Ronen Steinke: Juristische Klassiker – neu gelesen: Fritz Bauer, Die Kriegsverbrecher vor Gericht (1945). Kritische Justiz, Heft 3/2013, S. 298–306.
- Ronen Steinke: Fritz Bauer und die ungesühnte Nazijustiz. Zum Umgang des einstigen hessischen Generalstaatsanwalts mit NS-Justizverbrechen, Kritische Justiz, Heft 1/2016, S. 129–136.
- Ronen Steinke: Auf der richtigen Fährte. Fritz Bauers Rolle bei der Ergreifung Adolf Eichmanns, Jüdische Allgemeine, 7. Mai 2020.
- Hans-Ulrich Wagner: Fritz Bauer und das Radio. In: Zeithistorische Forschungen 16 (2019), S. 164–176.
- Constanze Weinberg: Briefe zu einer Ausstellung. Zeitzeuge beanstandet Nazipropaganda zu Lasten von Fritz Bauer. Forschungsjournal Soziale Bewegungen, Heft 4/2015, S. 304 f.
- Rebecca Wittmann: Zu wenig, zu spät: Wie Fritz Bauers Vision in Vergessenheit geriet. In: Forschungsjournal Soziale Bewegungen. Heft 4/2015, S. 234 ff.
- Irmtrud Wojak: Fritz Bauer 1903–1968. Eine Biographie. C. H. Beck, München 2009, ISBN 978-3-406-58154-0.[88][89]
- Irmtrud Wojak: Fritz Bauer und die Aufarbeitung der NS-Verbrechen nach 1945. (PDF; 220 kB) Reihe: Blickpunkt Hessen. Nr. 2. Hessische Landeszentrale für politische Bildung. 2. überarbeitete Auflage, November 2011, ISBN 3-927127-49-3 (zugleich Habilitationsschrift an der Universität Hannover 2008).
- Irmtrud Wojak: Fritz Bauer: „Im Kampf um des Menschen Rechte“. Forschungsjournal Soziale Bewegungen, Heft 4/2015, S. 125 ff.
- Irmtrud Wojak: Fritz Bauer und Martin Luther King jr. oder die Pflicht zum Ungehorsam. Forschungsjournal Soziale Bewegungen, Heft 4/2015, S. 144 ff.